# Jim Clyburn

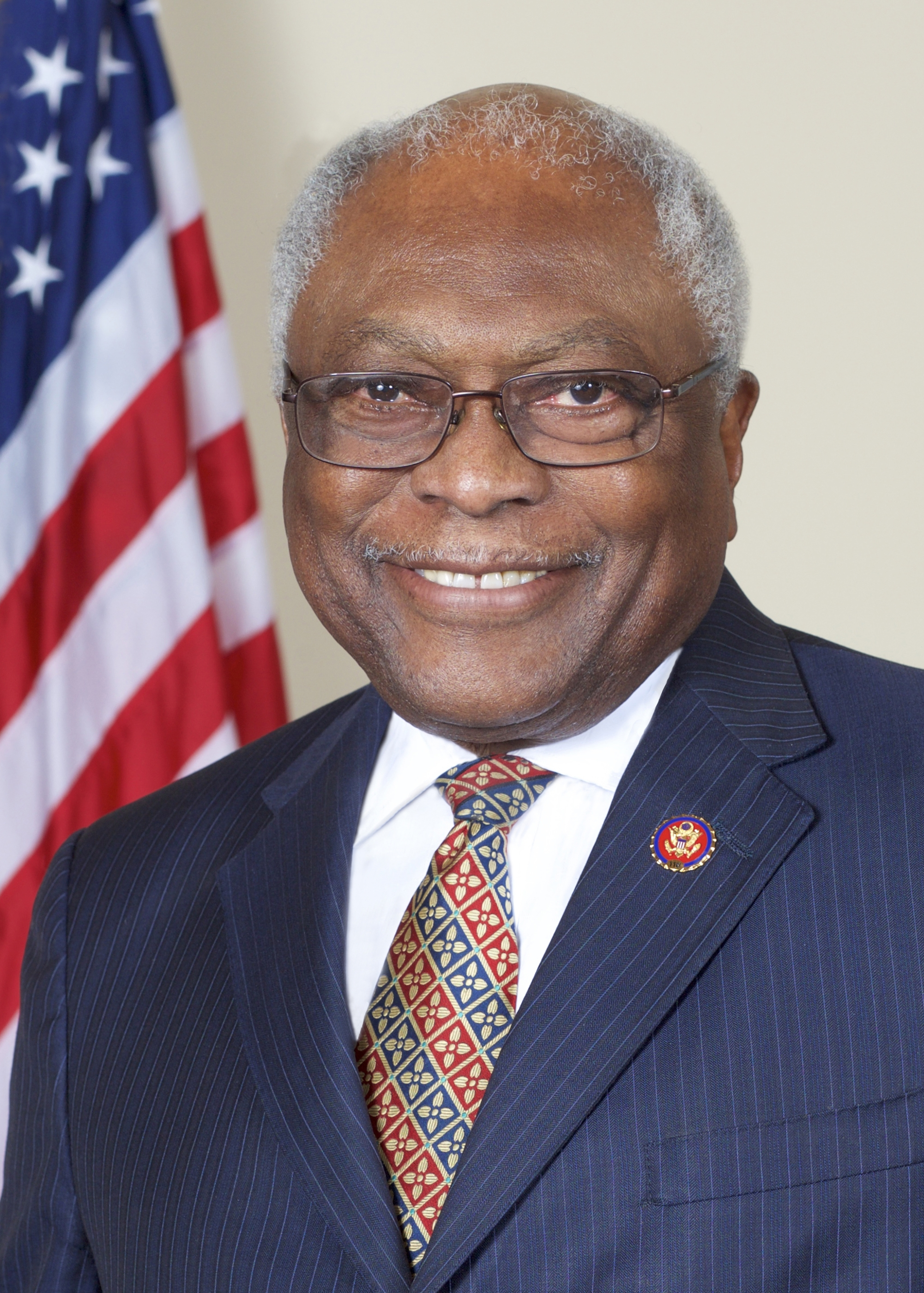
Jim Clyburn mars 2019.

James Enos Clyburn, född 21 juli 1940 i Sumter, South Carolina, USA, är en amerikansk demokratisk politiker och ledamot av USA:s representanthus från South Carolina sedan 1993.
Han efterträdde Steny Hoyer i januari 2007 som demokratisk whip i representanthuset när Hoyer tillträdde som majoritetsledare. I samband med att demokraterna fick majoriteten i den nya kongressen, blev Clyburn dessutom majority whip.
Efter 2010 års val, förlorade demokraterna sin majoritet i representanthuset. Den avgående talaren Nancy Pelosi kandiderade för minoritetsledarens position för att förbli representanthusets partiledare, medan Clyburn meddelade att han skulle utmana Steny Hoyer, den andra rankade demokraten i representanthuset och den avgående majoritetsledaren, för minority whip posten. Clyburn hade stöd av Congressional Black Caucus, som ville behålla en afroamerikansk i ledarskapet, medan Hoyer hade 35 offentliga stödjanden, inklusive tre utskottsordförande. Den 13 november, Pelosi tillkännagav en överenskommelse med Hoyer att han skulle stå som minority whip, medan en ledarskaps position "nummer tre" stylad som biträdande ledare skulle skapas för Clyburn. Det exakta ansvaret för Clyburns biträdande ledare tjänst förblir oklart, även om det sägs att ersätta assistenten till ledaren post som tidigare innehades av Chris Van Hollen. Han hade deltagit i alla ledarskapsmöten men var inte i ledarhierarkin.
Clyburns far Enos Lloyd Clyburn var en fundamentalistisk predikant. Jim Clyburn hör till African Methodist Episcopal Church.

## Privatliv
Clyburn var gift med bibliotekarien Emily England Clyburn från 1961 till hennes död 2019. De fick tre döttrar.